# 말레보호

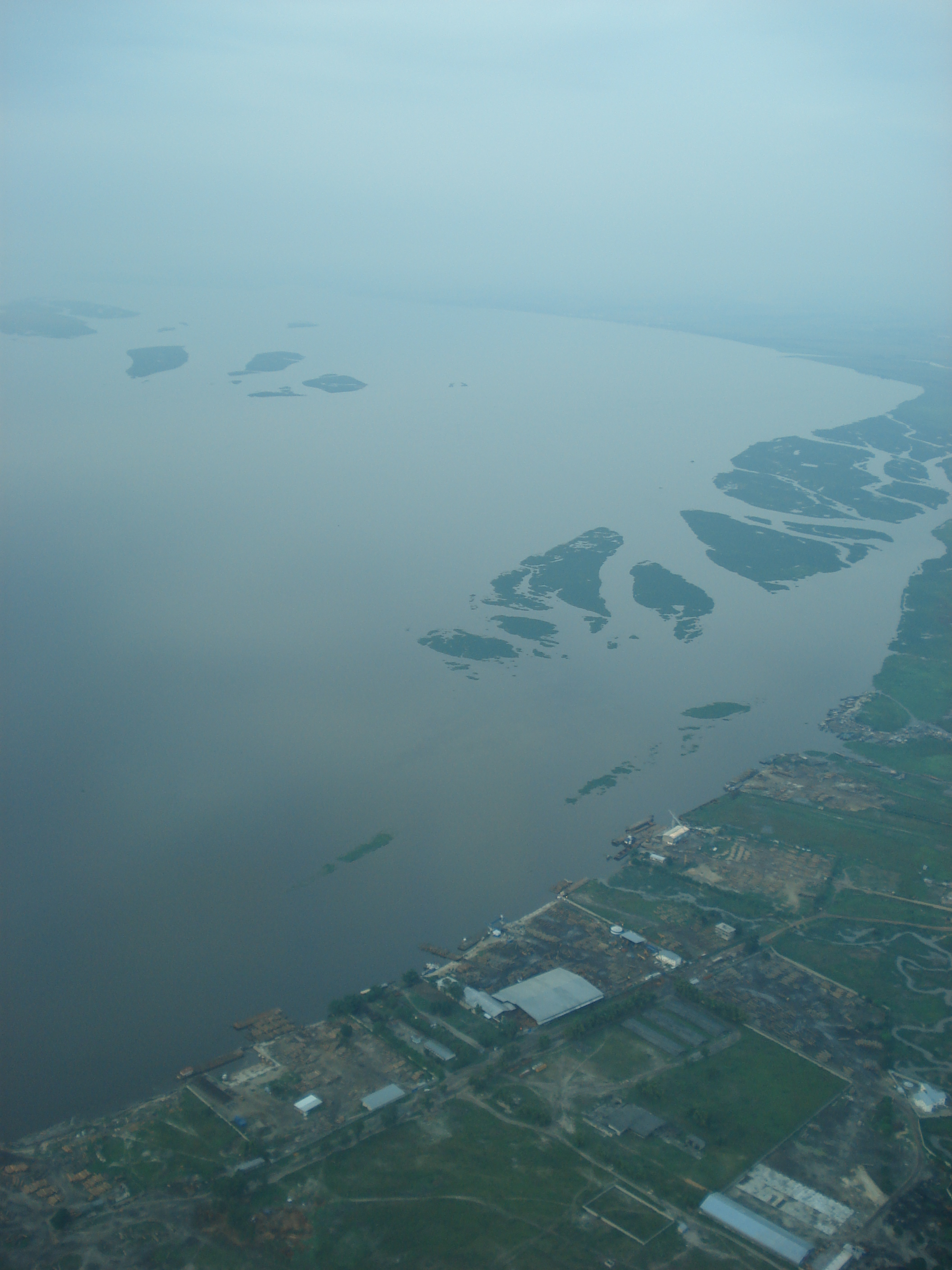
킨샤사에서 본 호수

말레보 호(Pool Malebo)는 콩고강 중류에 위치한 호수이다. 옛 이름은 스탠리 풀(Stanley Pool)이다.